# Saint-Philippe (Reunião)
Saint-Philippe é uma comuna francesa no departamento ultramarino de Reunião. Estende-se por uma área de 153.94 km², e possui 5.149 habitantes, segundo o censo de 2018, com uma densidade de 33 hab/km².